# Dabrony
Dabrony je vesnice v Maďarsku v župě Veszprém, spadající pod okres Devecser. Nachází se asi 14 km jihozápadně od Pápy, 17 km východně od Celldömölku a 20 km severozápadně od Devecseru. V roce 2015 zde žilo 350 obyvatel, z nichž 82,2 % jsou Maďaři.
Dabrony leží na silnici 8411. Je přímo silničně spojeno s obcemi Iszkáz, Kisszőlős, Nagyalásony, Nemesszalók a Vid. U Dabrony se potok Gányás vlévá do potoka Hajagos. Ten se vlévá do řeky Marcal.
V Dabrony se nachází katolický kostel Szent Lőrinc-templom a evangelický kostel. Je zde též hřbitov a malý obchod.